# Zollbuche (Naturraum)

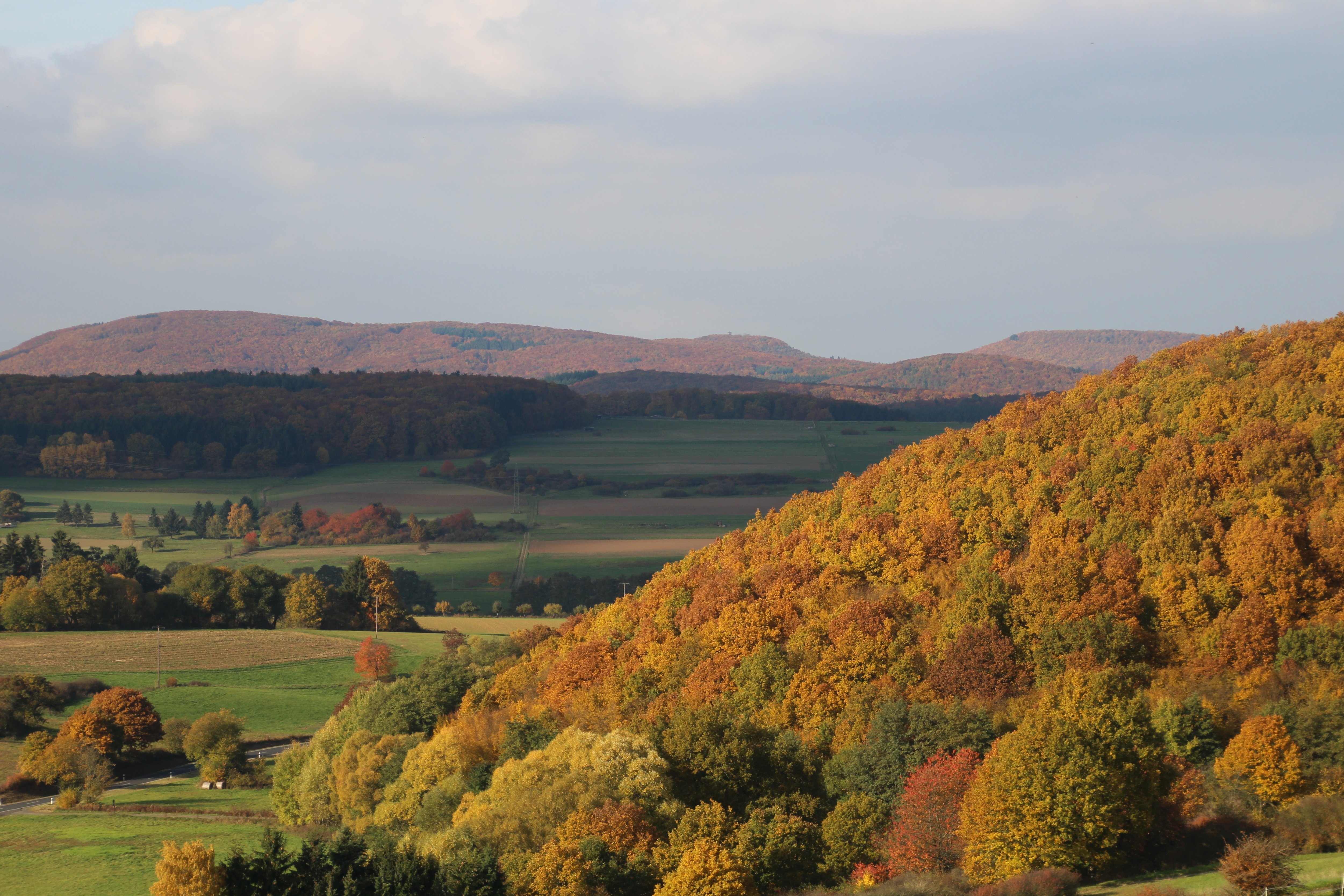
Blick vom Naturraum Krofdorf-Königsberger Forst auf die markanten Erhebungen (v. l. n. r. Hemmerich, Koppe u. Dreisberg) des Naturraums Zollbuche

Der Naturraum Zollbuche ist ein Höhenzug im Zentrum des Gladenbacher Berglandes. Er liegt an der Nahtstelle der Landkreise Marburg-Biedenkopf und Lahn-Dill. Sein bis um 500 m hoher Bergrücken verläuft in Ost-West-Richtung. Er bildet die Wasserscheide zwischen den Flüssen Salzböde im Norden und Aar im Süden. Der Name des Höhenzugs geht auf die gleichnamige Weggabelung Zollbuche zurück. 
Über die Zollbuche verlief bis 1854 der einzige direkte zollfreie Verbindungsweg (heute L 3047) aus dem Hessischen Hinterland in die hessen-darmstädtische Provinzhauptstadt Gießen.
Innerhalb des naturräumlich zum Westerwald (Haupteinheitengruppe 32) gezählten Gladenbacher Berglandes (Haupteinheit 320) bildet die Zollbuche den Naturraum 320.03.

## Grenzen
Ostgrenze zum Schelder Wald ist die Wasserscheide zwischen dem nördlichen Aar-Zufluss Siegbach und seinen östlichen Nachbarflüssen Weibach bzw. (Tringensteiner) Schelde.
Im westlichen Norden bildet das noch zur Zollbuche gezählte obere Salzbödetal die Grenze zum bis über 600 m hohen Hochplateau der Bottenhorner Hochflächen, während im östlichen Norden und nördlichen Westen das Salzbödetal im eigentlichen Sinne auch die Grenze zum gleichnamigen Naturraum ist.
Im östlichen Süden ist das Tal des Vers-Nebenflusses Krebsbach (Vers) Grenze zum Naturraum Salzbödetal, im westlichen Süden folgt die Grenze zum Niederweidbacher Becken in der Hauptsache der Bewaldung und dem Aartal, das nicht mehr zur Zollbuche gezählt wird.

## Flüsse
Der Norden des Naturraumes wird von der Salzböde dominiert, der Süden von der Aar. Bis auf das Quellgebiet fast ganz im Naturraum verläuft der Siegbach, der den äußersten Westen von Nord nach Süd durchfließt.

## Orte
Im Norden der Zollbuche bzw. knapp jenseits liegen die meisten Ortsteile der Gemeinde Bad Endbach, weiter östlich wird das Gebiet der Gladenbacher Ortsteile Weidenhausen, Erdhausen und Mornshausen berührt; an der äußersten Ostgrenze liegt die Kerngemeinde Lohra, deren Gemeindeteile auch im östlichen Süden liegen.
Neben den genannten Gemeinden aus dem Landkreis Marburg-Biedenkopf liegen im westlichen Süden noch Gemeindeteile von Bischoffen, während im äußersten Westen fast alle Ortsteile der Gemeinde Siegbach längs des namensgebenden Flusses liegen – beide Gemeinden zum Lahn-Dill-Kreis gehörig.

## Berge

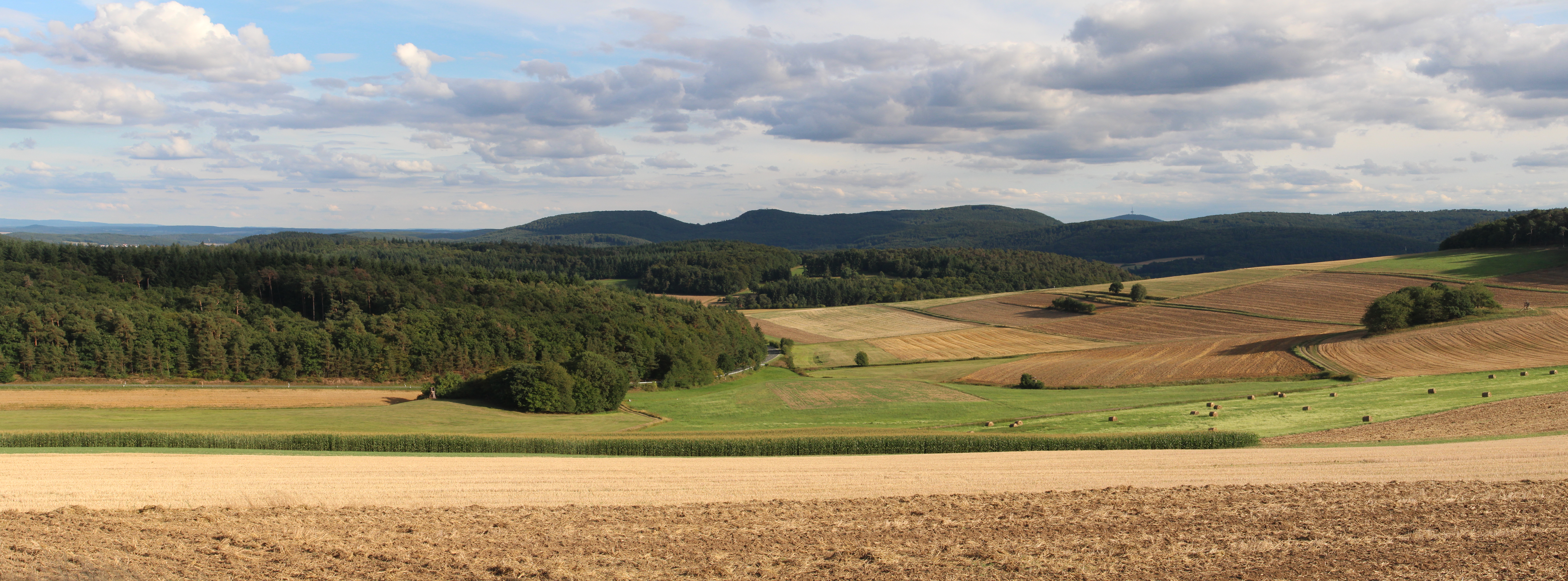
Die markanten Erhebungen am Ostrand des Naturraumes Zollbuche von Norden aus gesehen (von rechts bis zur Mitte): Dreisberg (448 m), Koppe (454 m) und Hemmerich (470 m). Rechts der Mitte erkennt man den entfernteren Dünsberg (498 m), während der Zollbuche-Höhenzug nach rechts in die Bad Endbacher Platte (bis 488 m) übergeht.

Der Hemmerich (Teil der Bergkette im oberen Bild) von Süden

Die höchsten Erhebungen finden sich naturgemäß an der nordwestlichen Nahtstelle zu den noch deutlich höheren Bottenhorner Hochflächen. Die markantesten und landschaftsprägendsten bildet aber das „Dreigestirn“ aus Hemmerich, Koppe und Dreisberg im äußersten Osten.
Die Koppe verfügt auch über einen vom Sportplatz Gladenbach-Erdhausen aus zu erreichenden Aussichtsturm, der, abgesehen von der geringeren Anzahl an Stockwerken, einen Nachbau des noch bekannteren Rimberg-Turmes darstellt, der in nur 12 km nordnordöstlicher Entfernung gut sichtbar ist.
Nach Höhe geordnet, finden sich im Naturraum Zollbuche:
- Hirschhohl (503 m), an der nordwestlichen Nahtstelle zu den Bottenhorner Hochflächen
- Schönscheid (498 m), Nordwesten
- Bad Endbacher Platte (bis 488 m), Zentrum
- Hemmerich (470 m), „Dreigestirn“ im Osten
- Koppe (454 m, Aussichtsturm), „Dreigestirn“ im Osten
- Dreisberg (448 m), östlichster Berg des „Dreigestirns“